# Kaplica Matki Bożej Częstochowskiej w Kielcach
Kaplica Matki Bożej Częstochowskiej – kaplica znajdująca się w kieleckiej dzielnicy Dyminy.

## Historia
Jest to świątynia wzniesiona w 1810 roku. W latach 50 XIX wieku została rozbudowana przez przedłużenie nawy i w latach 60 XIX wieku o kruchtę i zakrystię.

## Architektura
Jest to budowla drewniana posiadająca konstrukcję zrębową. Świątynia posiada prezbiterium nie wyodrębnione z nawy, zamknięte trójbocznie, z boku znajduje się zakrystia. Kaplica nakryta jest dachem jednokalenicowym, złożonym z gonta, na dachu jest umieszczona sześciokątna wieżyczka na sygnaturkę. Zwieńcza ją hełm z latarnią. Wnętrze nakryte jest płaskim stropem. Świątynia nie posiada wyposażenia.